# Danmarks runeindskrifter 220
DR 220 är en vikingatida (efter-Jelling) runsten av granit i Sønder Kirkeby, Sønder Kirkeby socken och Guldborgsunds kommun.

## Inskriften
Translitterering av runraden:
(-)-sur : sati : stin : ¶ þinsi : haft : osk(u)... ¶ bruþur : sin : ian : ... ¶ uarþ : tuþr : o : ku... ¶ þ͡u͡r : u͡i͡k͡(i) : (r)͡u͡n͡a͡ʀ (:) ...
Normalisering till rundanska:
[Sa]sur satti sten þænsi æft Asgo[t] broþur sin, æn [hann] warþ døþr a Go[tlandi]. Þor wigi runaʀ [þæssaʀ].
Översättning till nusvenska:
Sassur satte denna sten till minne av sin bror Asgot och han dog på Gotland. Tor vige runor.